# Pāvilosta
Pāvilosta er beliggende i Liepājas distrikt i det vestlige Letland og fik byrettigheder i 1991. Byen er en havneby og ligger ud til Østersøen. Før Letlands selvstændighed i 1918 var byen også kendt på sit tyske navn Paulshafen.